# نوع حيوي (أحياء)
النوع الحيوي أو طرز حيوي (بالإنجليزية: Biovar)‏ هي مجموعة من الكائنات الحية الدقيقة (عادةً البكتيريا) التي تمتلك نَفس الجينات وتختلف في الخصائص والصفات الفسيولوجية والكيميائية الحيوية.
تُسمى ظاهرة اختلاف الشكل في سلاسل الكائنات الحية الدقيقة بالتعدد الشَكلي، أما اختلاف الخصائص الأنتجينية فيُعرف بالنمط المصلي.

## أصل الكلمة
يَعود أصل كلمة (Biovar) إلى (biological variation).